# ذا 7دي
ذا 7دي (بالإنجليزية: The 7D)‏ هو مسلسل رسوم متحركة كوميدي للأطفال أمريكي تم إنتاجه بواسطة قسم ديزني تيليفشن أنيمايشن التابع لشركة والت ديزني، وتم عرضه لأول مرة على قناة ديزني إكس دي في 7 يوليو 2014. وفيه تم إعادة تصوير شخصيات من فيلم عام 1937 سنو وايت والأقزام السبعة. يتكون الموسم الأول من 24 حلقة. وفي 2 ديسمبر 2014، تم تجديد المسلسل للموسم الثاني ويتكون من 20 حلقة. وفي 25 أبريل 2016، أعلنت ديزني إكس دي أنه تم إلغاء المسلسل بعد موسمين. وبث البرنامج الحلقة الأخيرة في 5 نوفمبر 2016.

## روابط خارجية
- ذا 7دي على موقع IMDb (الإنجليزية)
- ذا 7دي على موقع روتن توميتوز (الإنجليزية)
- ذا 7دي على موقع كينوبويسك (الروسية)
- ذا 7دي على موقع ألو سيني (الفرنسية)
- ذا 7دي على موقع قاعدة بيانات الفيلم (الإنجليزية)